# 'A sciantosa - Napoli prima vol. 1
'A sciantosa è un album della cantante italiana Gloriana, pubblicato nel 1976.

## Tracce
Lato A
1. Pulecenella 'e mò
2. Tammurriata palazzola
3. Na preghiera napulitana
4. 'A sciantosa
5. Bammenella d' 'o mercato
6. Legittima difesa

Lato B
1. Rossa napulitana
2. Tammurriata d'autunno
3. Nu poco 'e sentimento
4. Primma so' mamma
5. L'uvaiola
6. Cafuncella sfurtunata